# François-Frédéric Lemot
François-Frédéric Lemot, född 4 november 1772 i Lyon, död 6 maj 1827 i Paris, var en fransk baron och skulptör av nyklassicism.
Lemot fick sin utbildning i Paris (hos Dejoux) och i Rom. Bland hans arbeten kan nämnas den långa reliefen för Louvrenkolonnaden, dekorativa figurer för Arc de Triomphe de Carrousel samt ryttarstatyerna Henrik IV av Frankrike (för Pont-Neuf i Paris) och Ludvig XIV (i Lyon). Lemot var medlem av Institutet och professor vid École des beaux-arts.